# Jip Golsteijn Journalistiekprijs

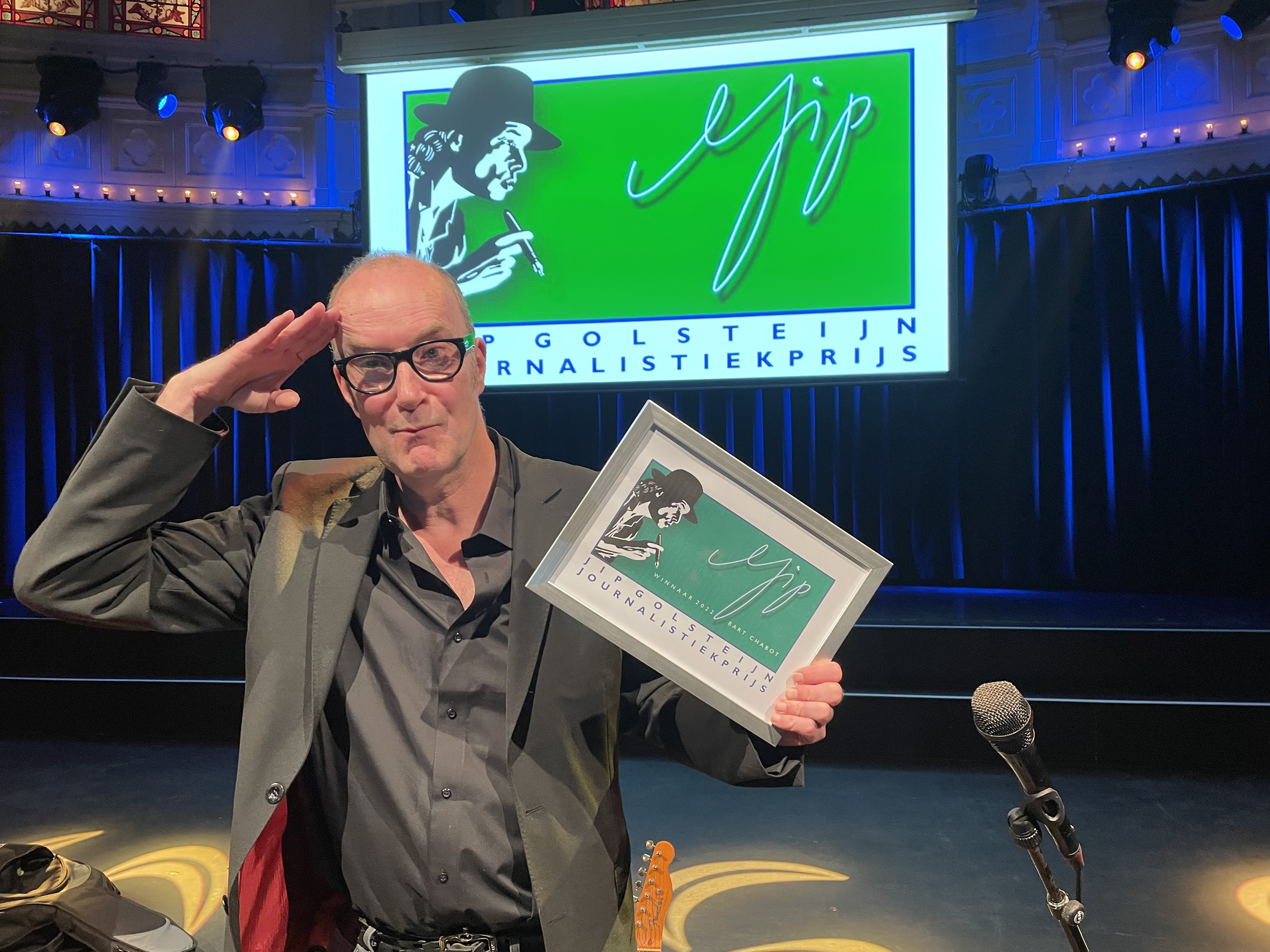
Winnaar 2022 Bart Chabot

De Jip Golsteijn Journalistiekprijs werd tweejaarlijks uitgereikt om een bijzondere journalistieke prestatie op het gebied van muziek, film of literatuur te bekronen. De prijs is ingesteld door de gelijknamige stichting na het overlijden van Jip Golsteijn op 22 februari 2002 en bestond uit een oorkonde en een geldbedrag. In 2022 heeft het bestuur, na de prijs tien keer uitgereikt te hebben, besloten te stoppen.

## Winnaars
- 2022: Bart Chabot voor 'Hollands Glorie revisited, Bart Chabot ontmoet Barry Hay'
- 2020: Corto Blommaert voor de reportage 'Mozes on the road'.
- 2018: Thomas Snoeijs voor een dubbelinterview met Iggy Pop en Josh Homme in OOR[1]
- 2016: John Schoorl voor 'Een Anaal Reisverhaal', een reportage over De Jeugd van Tegenwoordig
- 2014: Frank Provoost voor 'Het West-Vlaams Rouwhandboek', een verhaal over Thomas Blondeau in Mare
- 2012: Sander Donkers en David Kleijwegt voor 'Hou van ons' een interview met Lucky Fonz III en Guido Belcanto
- 2010: Rob van Scheers voor een interview met Cosimo Matassa
- 2008: Peter van Brummelen voor het verhaal 'De zoon van Big Bill Broonzy'
- 2006: Hester Carvalho voor 'God op zakenreis', een recensie van een concert van Tom Waits
- 2004: Jean-Paul Heck voor verhalen over B.B.King, Herman Brood, John Bonham en Kansas

## Nominaties
Vanaf 2010 worden er nominaties bekendgemaakt:
- 2010: Rob van Scheers voor "Cosimo Matassa" gepubliceerd in Elsevier, Bert Dijkstra voor De Heerser van de Nacht gepubliceerd in De Telegraaf, Sander Donkers + David Kleijwegt voor "Bruce Springsteen", gepubliceerd in Vrij Nederland, Jan van der Plas voor "Yoko Ono" gepubliceerd in OOR en Gert-Jaap Hoekman voor "Lucky Fonz III" gepubliceerd in Revu.
- 2012: Robert Haagsma voor "Steve Marriott" gepubliceerd in Revolver's Lust for Life, Saul van Stapele voor "DJ Chuckie", gepubliceerd in de Nieuwe Revu, Sander Donkers + David Kleijwegt voor "Hou van ons", interview met Lucky Fonz III en Guido Belcanto, gepubliceerd in Vrij Nederland en Menno Pot voor "Losers in Rock", gepubliceerd in de Volkskrant.
- 2014: John Schoorl voor een verhaal over Mat Mathews, gepubliceerd in de Volkskrant, Frank Provoost voor "Het West-Vlaams Rouwhandboek", een verhaal over Thomas Blondeau, gepubliceerd in het Leids Universiteitsblad Mare, Nico Dijkshoorn voor een reportage over Anne Soldaat, gepubliceerd in OOR, Robert van Gijssel voor een reportage over de Buena Vista Chaabi Club El Gusto gepubliceerd in de Volkskrant en Amanda Kuyper voor een recensie/interview Il Lombardia van Blaudzun, gepubliceerd in het NRC Handelsblad.
- 2016: Robert van Gijssel voor het interview met Keith Richards “Waiting on a band”, gepubliceerd in de Volkskrant, John Schoorl met een reportage over De Jeugd van Tegenwoordig, gepubliceerd in het Volkskrant Magazine, Rutger Vahl met "Phil Spector en Ronnie Bennett" gepubliceerd op reportersonline.nl, Leendert van der Valk met "Mardi Gras in New Orleans", gepubliceerd in Jazzism en Sander Pleij met een portret van Chilly Gonzales, gepubliceerd in Vrij Nederland.
- 2018: Leendert van der Valk voor een reportage over Togo/Benin, gepubliceerd in Jazzism, Phil van Tongeren voor een artikel in het programmaboekje van FURY! Punk Culture van het EYE Filmmuseum /hoestekst album, Leon Verdonschot voor de voorpublicaties van “VOS”, biografie van Luc De Vos in HUMO, Thomas Snoeijs voor een interview met Iggy Pop/Josh Homme in OOR en Ralph-Hermen Huiskamp voor het interview “Op auditie in St. Vincent’s Wonderland” op 3 voor 12.vpro.nl.
- 2020: Corto Blommaert voor "Mozes on the road", gepubliceerd in de Volkskrant, Frank Provoost voor "De professor doet een potje pogo", gepubliceerd in de NRC, Tom Engelshoven voor "Nick Cave voorbij de dood" gepubliceerd in OOR én voor: "De jaren 10: Het decennium van de verstoppende beschikbaarheid", gepubliceerd in OOR, Mathijs de Groot voor "Op zoek naar de elektrische piano der elektrische piano's: de Fender Rhodes", gepubliceerd in de Volkskrant en Ricardo Jupijn voor "Een Arabische nacht met Tamino in Casablanca" gepubliceerd op The Daily Indie.
- 2022: Bart Chabot voor 'Hollands Glorie revisited, Bart Chabot ontmoet Barry Hay' gepubliceerd in OOR, Sander Donkers voor 'Frederique Spigt schilderde zich uit de crisis' gepubliceerd in de Volkskrant, Tom Engelshoven voor 'Marieke Lucas Rijneveld: Het leven van een popster', gepubliceerd in OOR, Menno Pot voor 'Scarce - Oud zeer', gepubliceerd in de Volkskrant en Frank Provoost voor 'Hoe "Odolf de Verschrikkelijke" ons verbroederde' gepubliceerd in het NRC.

## Jury
- 2022: Nathalie Kester, Eline Verburg en Swie Tio
- 2020: Nathalie Kester, Eline Verburg en Swie Tio
- 2018: Nathalie Kester, Eline Verburg en Paul Evers
- 2016: Bertjan ter Braak, Paul Evers en Nathalie Kester
- 2014: Bertjan ter Braak, Paul Evers en Nathalie Kester
- 2012: Bertjan ter Braak, Paul Evers en Nathalie Kester
- 2010: Jan Donkers, Bertjan ter Braak en Paul Evers
- 2008: Bert van de Kamp, Stan Rijven en Jan-Jaap de Kloet
- 2006: Bert van de Kamp, Ton de Zeeuw en Stan Rijven
- 2004: Bert Vuijsje, Bert van de Kamp en Ton de Zeeuw

## Galerij

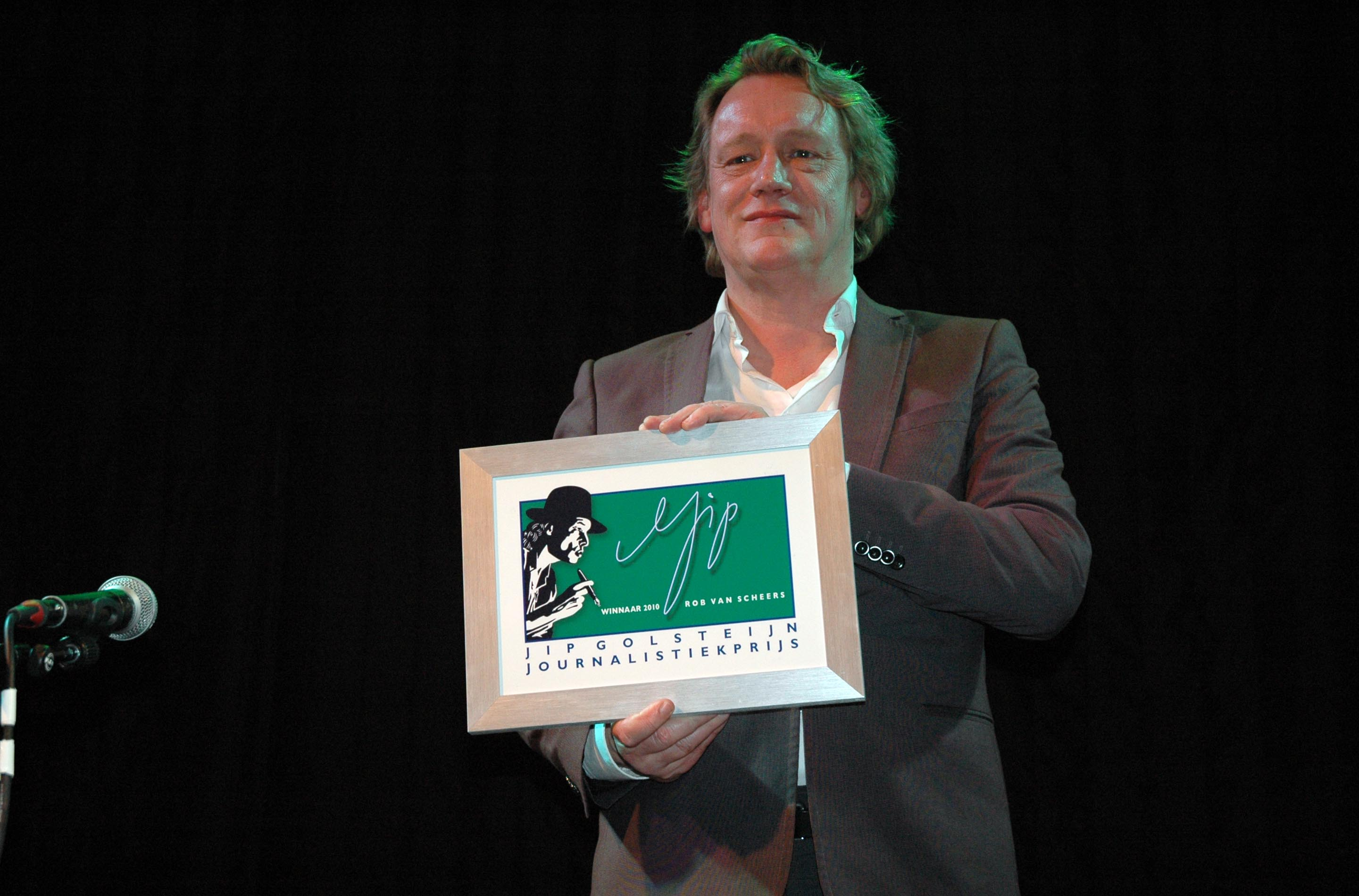
Winnaar 2010 Rob van Scheers
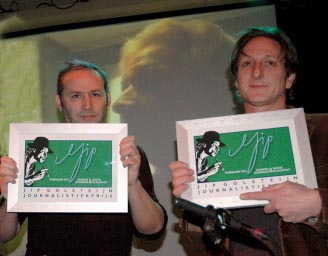
Winnaars 2012: links David Kleijwegt en rechts Sander Donkers in Paradiso
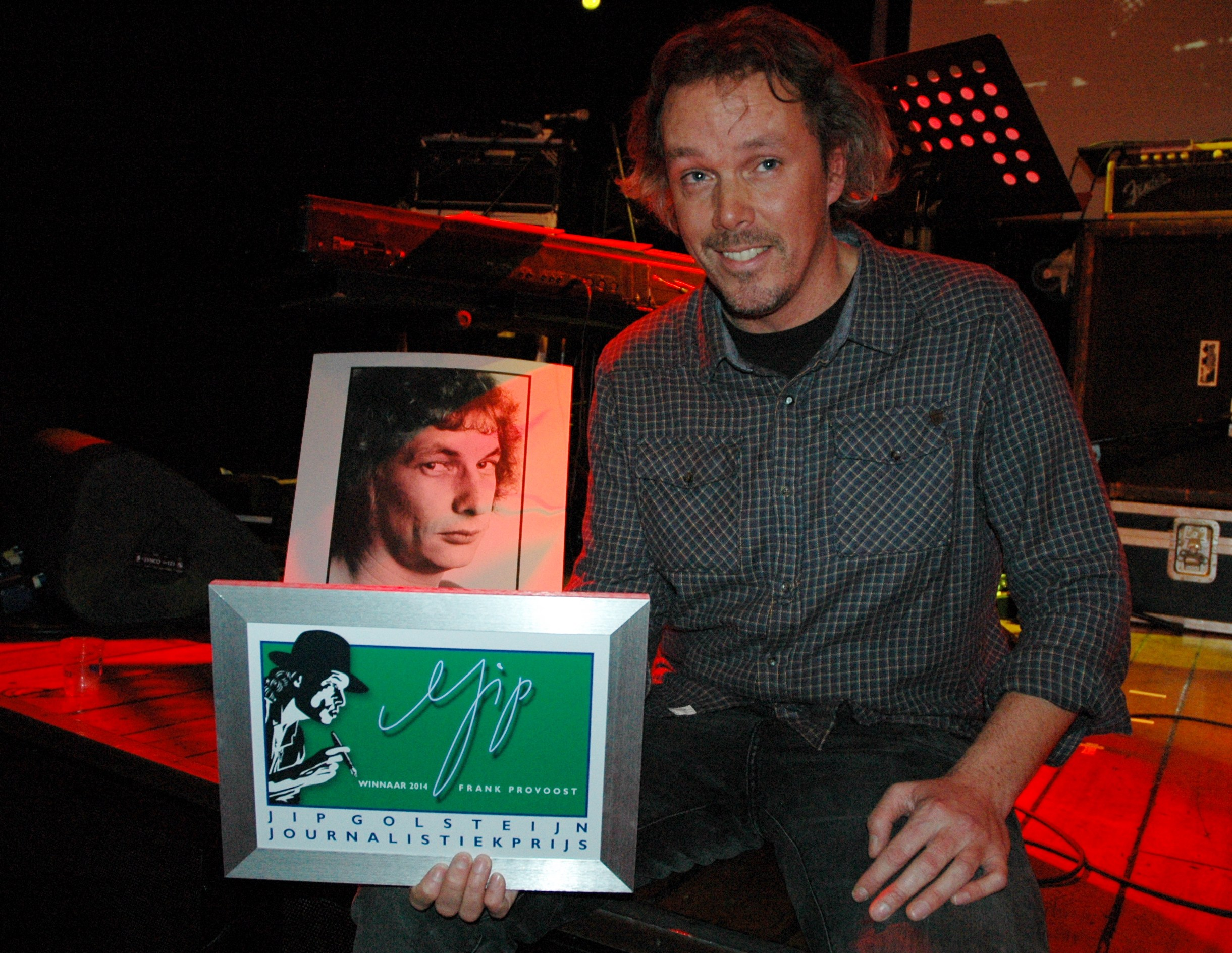
Winnaar 2014 Frank Provoost
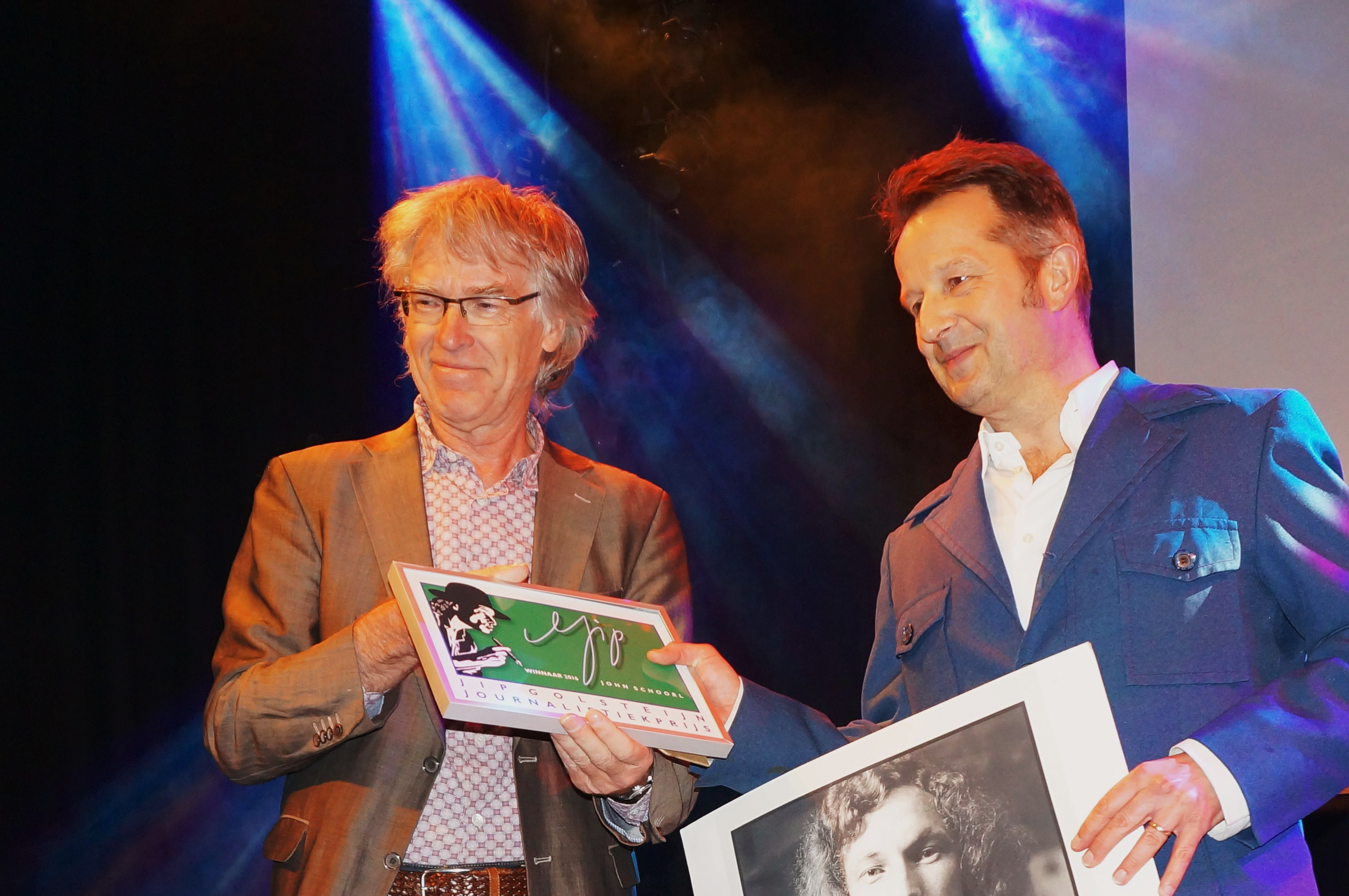
Winnaar 2016 John Schoorl (rechts) ontvangt de oorkonde uit handen van Constant Meijers (links)
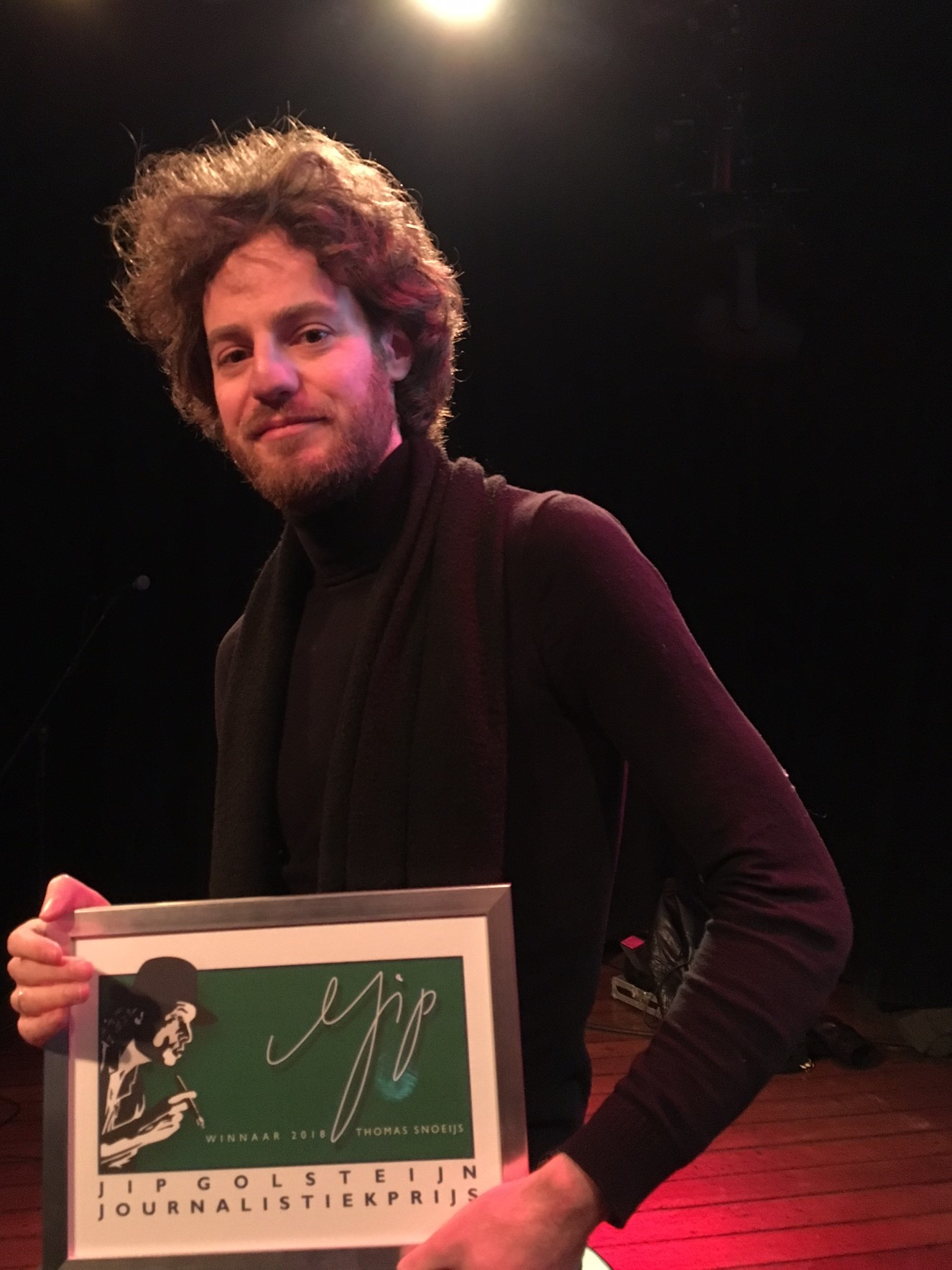
Winnaar 2018 Thomas Snoeijs
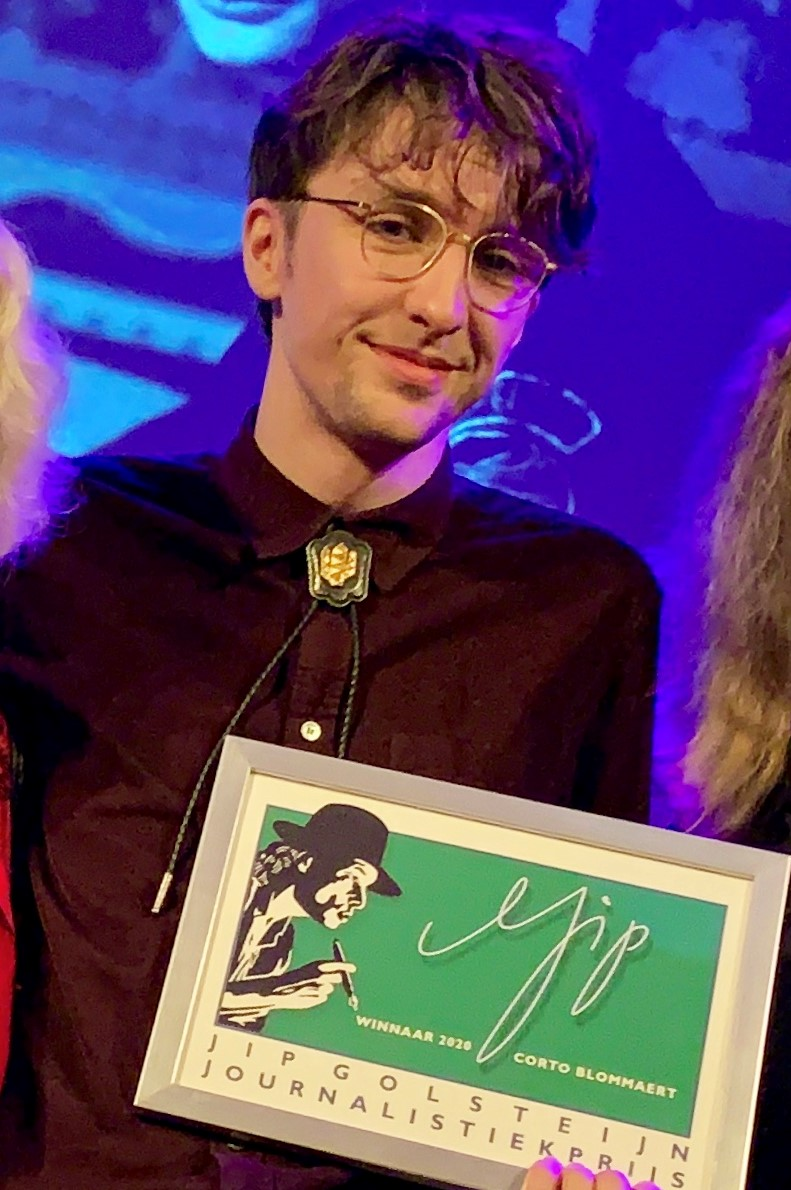
Winnaar 2020 Corto Blommaert